# Роджер Цянь
Роджер Цянь (англ. Roger Yonchien Tsien, кит.: 錢永健 • 钱永健, піньінь Qián Yǒngjiàn, Цянь Юнцзянь; 1 лютого 1952 — 24 серпня 2016) — американський біохімік, професор Каліфорнійського університету в Сан-Дієго, найбільш відомий за розробку зеленого флюоресцентного білка (GFP), за що він, разом з Мартином Чалфі і Осаму Сімомура, отримав Нобелівську премію з хімії 2008 року.

## Дитинство та родина
Цянь та його родина є нащадками імператорської династії держави Уюе (Wuyue, 吴越国). Згідно з історичними записами, він є 34-м онуком імператора Цянь Лю (Tsien Liu).
Роджер Цянь народився в 1952 році в Нью-Йорку та виріс в Лівінгстоні, Нью-Джерсі, де і відвідував школу. Він виріс в родині інженерів: його батько був інженером-механіком, а брати його матері були професорами-інженерами в Массачусетському технологічному інституті. Батьки Цяня були родом з китайської провінції Чжецзян. Цянь Сюесень, один із засновників Лабораторії реактивного руху при Каліфорнійському технологічному інституті, доводиться двоюрідним братом батьку Цяня. Брат Цяня, Річард, також є відомим ученим в Стенфордському університеті. Цянь одного разу сказав: «Я від народження приречений на таку роботу».
У дитинстві Цянь страждав від астми і тому багато часу проводив в приміщеннях. Він годинами проводив хімічні експерименти в лабораторії. Коли йому виповнилося 16 років, він виграв свій перший приз в загальнонаціональному конкурсі пошуку талантів, проведеному компанією Intel.
Він навчався в Гарвардському університеті та з відмінністю закінчив його в 1972 році із ступенем бакалавра в області хімії і фізики. Отримавши ступінь бакалавра, він став працювати у фізіологічній лабораторії Кембріджського університету. Там же він отримав звання доктора філософої в області фізіології в 1977 році.

## Наукова кар'єра
Після здобуття ступеня доктора філософії, Цянь дістав позицію професора в Каліфорнійському університеті в Берклі, де працював з 1982 до 1989 року. Після 1989 року він перейшов до Каліфорнійського університету в Сан-Дієго, як професор фармакології та професор хімії і біохімії, незабаром він також став дослідником престижного Медичного інституту Говарда Г'юджеса (HHMI).
Цянь відомий революційними роботами в області клітинної біології та нейробіології, розробивши ряд методів, що дозволили дослідження біомолекул усередині живих клітин в реальному часі. Зокрема він відомий розробкою сімейства барвників, таких як Fura-2, що дозволили відстежувати рух іонів кальцію в клітинах та розробкою класу різнокольорових ендогенних флюоресцентних білків, що дозволяють простежити за динамікою білків в клітинах. Ці білки, спочатку отримані з медуз і коралів (GFP), а потім генетично модифіковані для отримання різноманітних кольорів та навіть їхньої зміни за різними умовами, зараз широко використовуються науковцями для контролю експресії генів, локалізації білків та ряду інших досліджень.
У 2004 році Цянь був нагороджений Призом Вульфа в області медицини за «його продуктивний внесок у розробку та методи висористання нових флюоресцентних та фотолабільних молекул для аналізу за впливу на процеси передачі сигналів в клітинах». У 2008 році він розділив Нобелівську премію з хімії з Мартином Чалфі і Сімомурою Осаму за «зелений флюоресцентний білок: відкриття, експресію та розробку».